# Секст Квинтилий Кондиан (консул 151 г.)
Секст Квинтилий Кондиан (на латински: Sextus Quintilius Condianus) e политик и сенатор на Римската империя от род Квинтилии през 2 век.

## Биография
Роден е в Александрия Троада близо до Троя в Мала Азия. Син е на Секст Квинтилий Валерий Максим, който бил легат на Ахея.
През 151 г. той е консул заедно с брат си Секст Квинтилий Валерий Максим. От 170/171 до 174/175 г. двамата са correctores на Ахея и я управляват заедно. През 182 г. двамата са убити от император Комод, който си присвоява тяхната вила и я прави на своя резиденция.
Руините на тяхната вила на Квинтилиите, посторена през 150 г., стоят на Виа Апиа извън Рим.